# Agriphila attenuatus
Agriphila attenuatus là một loài bướm đêm trong họ Crambidae.